# 巴斯光年的星際使命
《巴斯光年的星際使命》（英語：Buzz Lightyear of Star Command）是2000年美國科幻冒險喜劇動畫劇集，由迪士尼電視動畫公司和皮克斯動畫工作室共同製作，為《玩具總動員系列》的衍生作品，也是2000年動畫電影《巴斯光年電影版》的續作。
該劇於2000年10月2日至2001年1月13日在UPN和ABC播出。

## 劇情
故事發生在遙遠的未來，星際聯盟（Galactic Alliance）是由各種星球組成的和平聯盟，旗下組織星際總部（Star Command）由一眾太空騎警組成，負責維護宇宙和平。其主要敵人是邪惡的札克天王，他是星際犯罪組織頭目兼軍閥，統治著一個由武裝機器人和奴隸組成的邪惡帝國。
老練又受人景仰的巴斯光年將帶領一群太空騎警新人調查整個銀河系的犯罪活動，試圖摧毀札克天王的野心。

## 配音員
- 派屈克·華博頓（美國）；姜先誠（臺灣） 聲演 巴斯光年
  - 華博頓也聲演小綠人
- 妮可·沙利文（英语：Nicole Sullivan）  (美國）劉小芸 (臺灣)  聲演 美娜洛娃公主（Princess Mira Nova）
- 史蒂芬·佛斯特 聲演 布斯特（Booster）
- 拉里·米勒和尼爾·弗林 聲演 阿達（XR）
- 亞當·卡羅拉（英语：Adam Carolla） 聲演 尼布勒隊長（Commander Nebula）
- 韋恩·奈特（美國）；沈光平（臺灣） 聲演 札克天王
- 法蘭克·維爾克 聲演 幼蟲（Grubs）
- 狄爾里奇·巴德 聲演 黑洞媒體（Warp Darkmatter）